# راؤول بلانكو
راؤول بلانكو (4 ديسمبر 1941 ببوينس آيرس في الأرجنتين - ) هو مدرب كرة قدم ولاعب كرة قدم أسترالي وأرجنتيني في مركز الدفاع. لعب مع أرسنال ساراندي ونادي سيدني أوليمبيك وسيدني براغ ‏.

## وصلات خارجية
- راؤول بلانكو على موقع قاعدة بيانات كرة القدم.إي يو (الإنجليزية)
- راؤول بلانكو على موقع عالم كرة القدم.نت (الإنجليزية)
- راؤول بلانكو على موقع أوليمبيديا (الإنجليزية)